# Глобусът
„Глобусът“ е българско предаване за туризъм на bTV в периода 2000 – 2011 г.
Първото предаване е на 9 декември 2000 г. и свършва на 30 януари 2011 г. Излъчвало се е по bTV всяка събота от 11:30 ч.
„Глобусът“ представя цялостна характеристика на дадена чужда страна, град или местност, като не се изключва и информация за настоящите политико-икономически условия и социална структура.

## Водещи
1. Антония Точева (2000 – 2008)[1]
2. Диана Стоянова (2008)[3]
3. Карина Караньотова (2008-2011)[4]